# Roaillan
Roaillan is een gemeente in het Franse departement Gironde (regio Nouvelle-Aquitaine). De plaats maakt deel uit van het arrondissement Langon. Roaillan telde op 1 januari 2022 1.793 inwoners.

## Geografie
De oppervlakte van Roaillan bedroeg op 1 januari 2022 11,48 vierkante kilometer; de bevolkingsdichtheid was toen 156,2 inwoners per km².

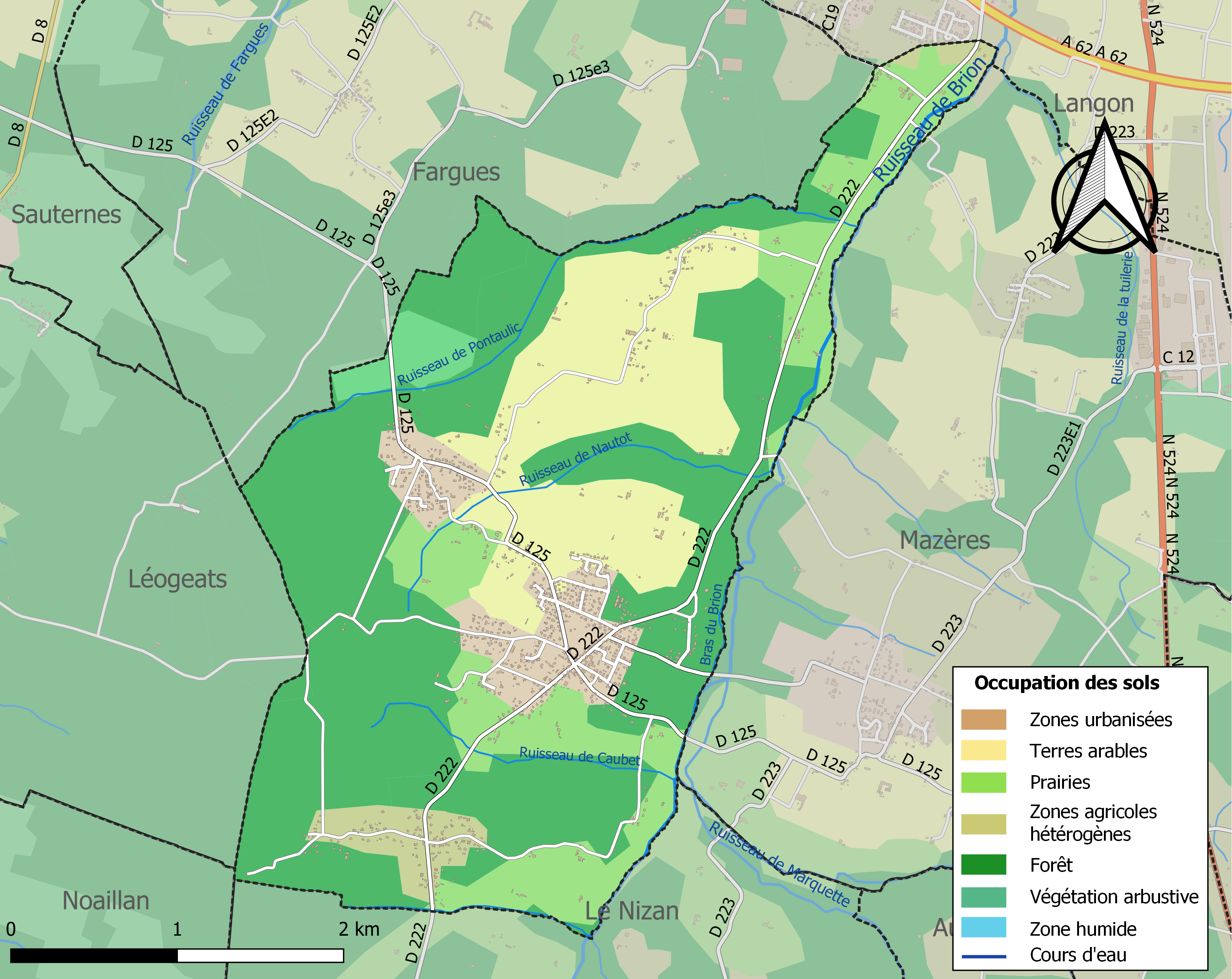
Kaart van de gemeente met belangrijkste infrastructuur, bodemgebruik en omliggende gemeenten

## Demografie
Onderstaande figuur toont het verloop van het inwonertal (bron: INSEE-tellingen).

## Afbeeldingen

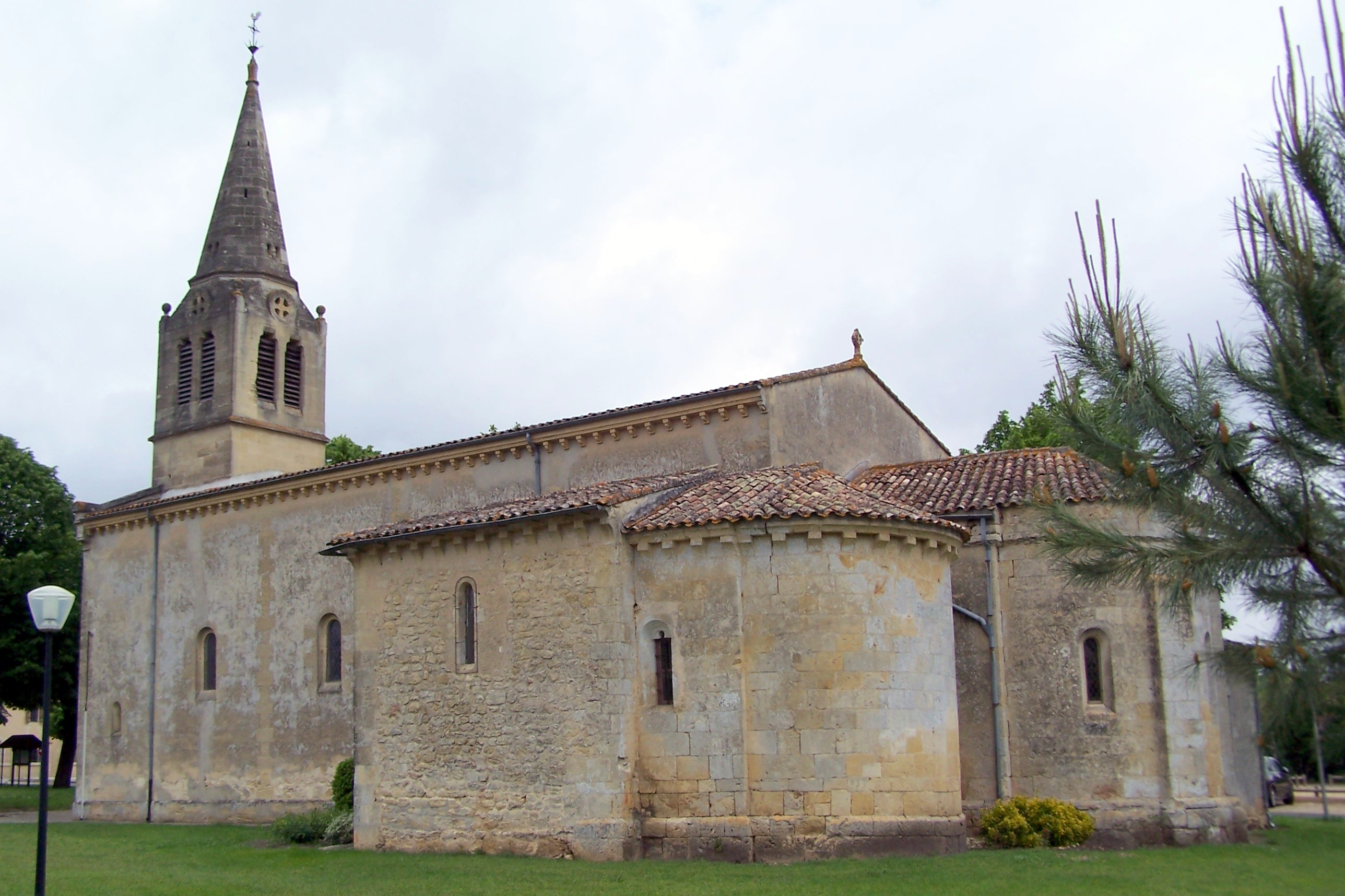
Église Saint-Louis
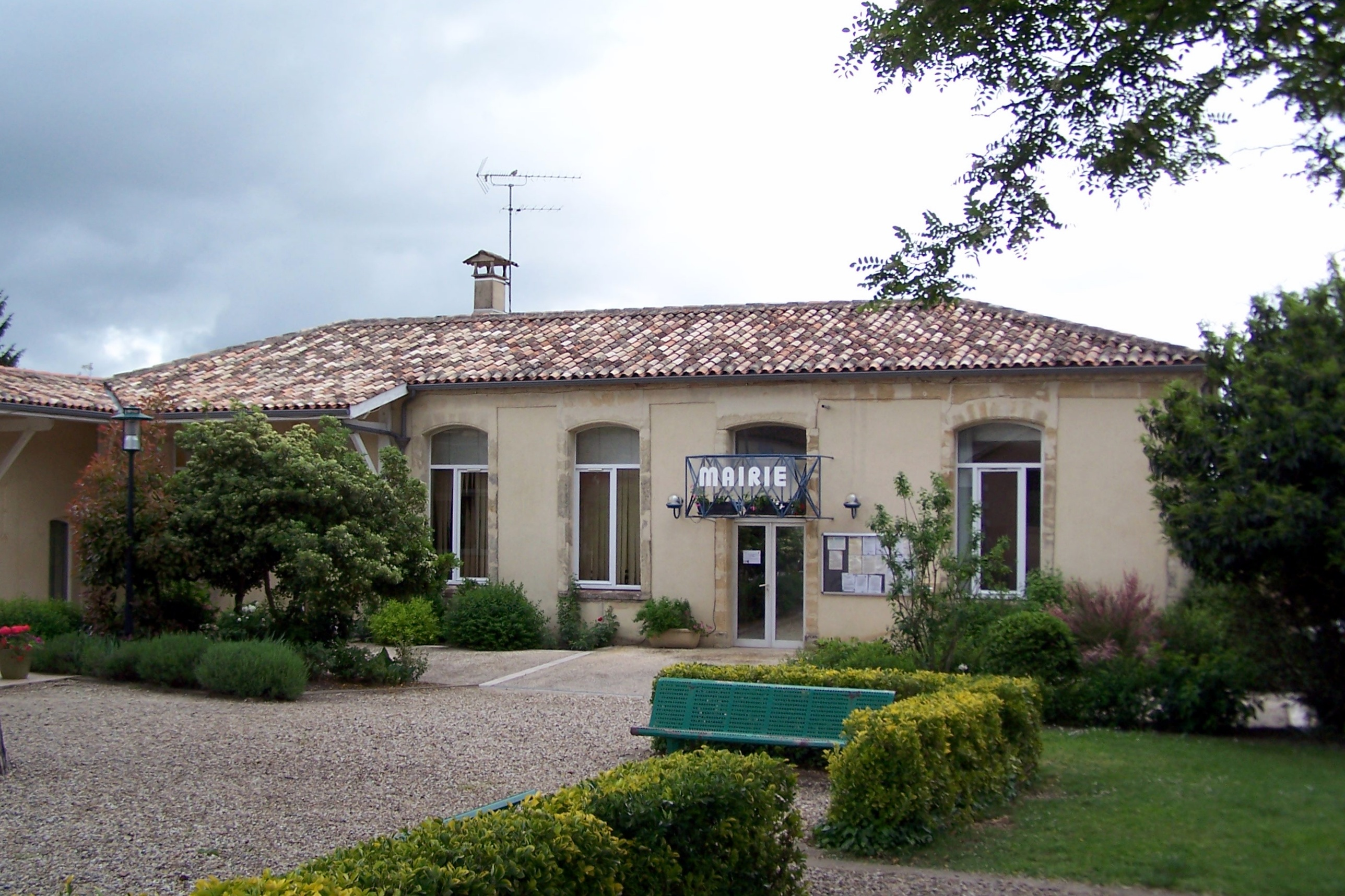
Gemeentehuis
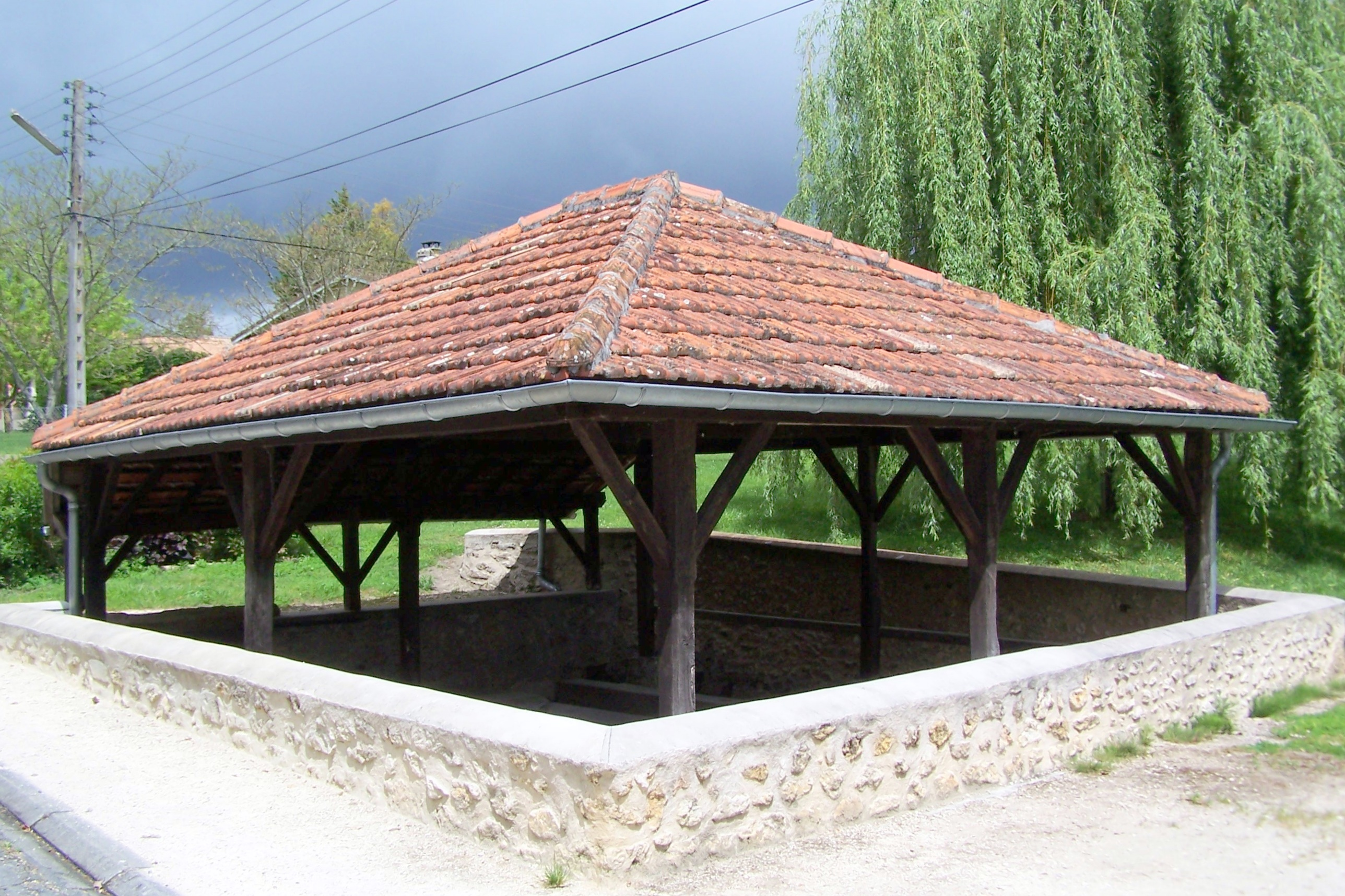
Lavoir (openbare wasplaats)